# Новаки (Шепетівський район)
Новаки́ — село в Україні, у Понінківській селищній територіальній громаді Шепетівського району Хмельницької області. Станом на дату перепису 2001 році населення становило 77 осіб. Тепер[коли?] в селі відсутнє населення, що зумовлено демографічними причинами й переселенням решти мешканців через відсутність належної інфраструктури (відсутні магазини, автобусне сполучення тощо).[джерело?]

## Географія
Село розташоване на лівому березі річки Новачка.

## Історія
У 1906 році хутір Полонської волості Новоград-Волинського повіту Волинської губернії. Відстань від повітового міста 53 верст, від волості 23. Дворів 25, мешканців 170.